# Mortalitate

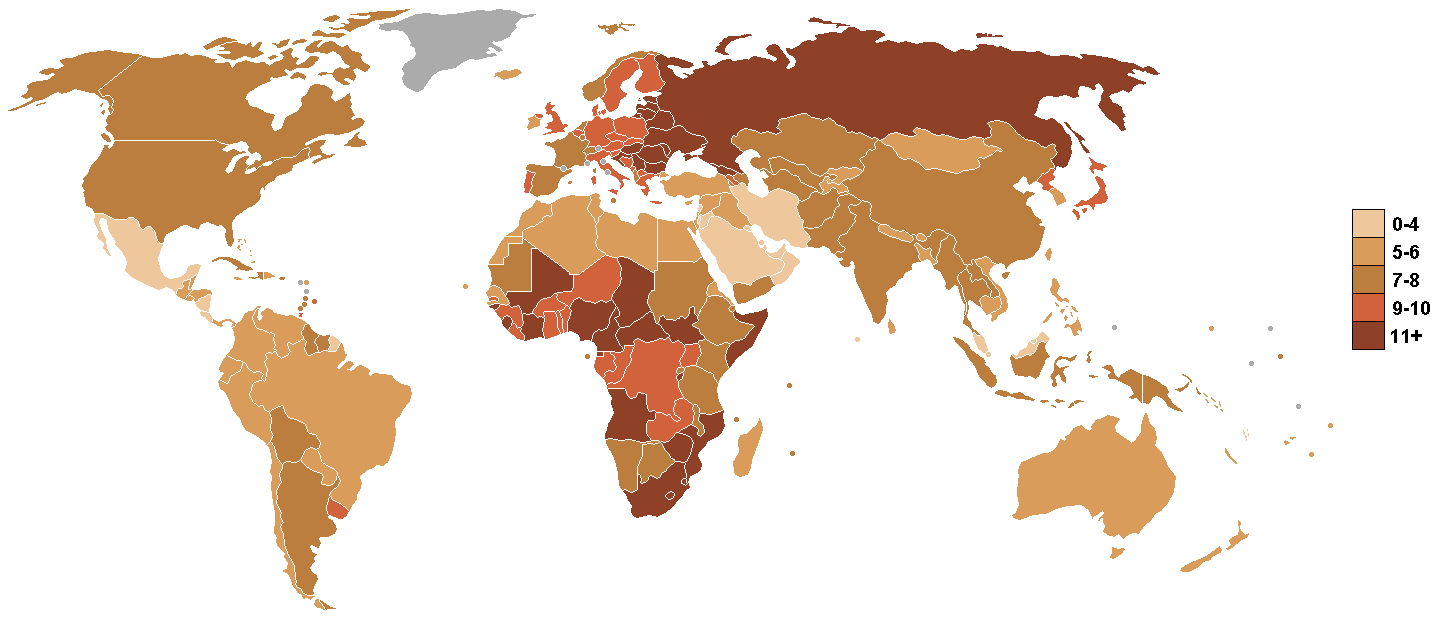
Harta mortalităţii în 2014, după țară

Mortalitatea sau rata de mortalitate este, spre deosebire de natalitate, un indicator al sporului natural care măsoară numărul de persoane care decedează raportat la o anumită populație, într-o unitate de timp. De regulă se măsoară în promile.

## Statistici
| Perioada  | RBM  | Perioada  | RBM |
| --------- | ---- | --------- | --- |
| 1950–1955 | 19.5 | 2000–2005 | 8.6 |
| 1955–1960 | 17.3 | 2005–2010 | 8.5 |
| 1960–1965 | 15.5 | 2010–2015 | 8.3 |
| 1965–1970 | 13.2 | 2015–2020 | 8.3 |
| 1970–1975 | 11.4 | 2020–2025 | 8.3 |
| 1975–1980 | 10.7 | 2025–2030 | 8.5 |
| 1980–1985 | 10.3 | 2030–2035 | 8.8 |
| 1985–1990 | 9.7  | 2035–2040 | 9.2 |
| 1990–1995 | 9.4  | 2040–2045 | 9.6 |
| 1995–2000 | 8.9  | 2045–2050 | 10  |

Top zece țări cu cele mai înalte rate brute a mortalității, conform estimărilor CIA World Factbook din 2012:
| Poziție | Țară                    | Rata mortalității (decese anual/1.000 persoane) |
| ------- | ----------------------- | ----------------------------------------------- |
| 1       | Africa de Sud           | 17.23                                           |
| 2       | Ucraina                 | 15.76                                           |
| 3       | Lesotho                 | 15.18                                           |
| 4       | Ciad                    | 15.16                                           |
| 5       | Guinea-Bissau           | 15.01                                           |
| 6       | Republica Centrafricană | 14.71                                           |
| 7       | Afganistan              | 14.59                                           |
| 8       | Bulgaria                | 14.55                                           |
| 9       | Somalia                 | 14.32                                           |
| 10      | Eswatini                | 14.21                                           |

Vezi și lista țărilor după rata mortalității pentru statistici globale.

Conform Organizației Mondiale a Sănătății, primele zece cauze ale decesurilor pentru anul 2002 sunt:
1. 12.6% Cardiopatia ischemică
2. 9.7% Boli cerebrovasculare⁠(en)[traduceți]
3. 6.8% Infecții ale tractului respirator inferior⁠(en)[traduceți]
4. 4.9% HIV/SIDA
5. 4.8% Bronhopneumonie obstructivă cronică⁠(en)[traduceți]
6. 3.2% Diaree
7. 2.7% Tuberculoză
8. 2.2% Cancer de trahee/bronhii/plămâni
9. 2.2% Malaria
10. 2.1% Accidente rutier

## Legături externe
- DeathRiskRankings: Calculates risk of dying in the next year using MicroMorts and displays risk rankings for up to 66 causes of death Arhivat în 14 aprilie 2013, la Archive.is
- Data regarding death rates by age and cause in the United States (from Data360) Arhivat în 16 decembrie 2017, la Wayback Machine.
- Complex Emergency Database (CE-DAT): Mortality data from conflict-affected populations Arhivat în 26 decembrie 2008, la Wayback Machine.
- Human Mortality Database: Historic mortality data from developed nations
- Google - public data: Mortality in the U.S.